# إبراهيم بن دينار
أَبُو حَكِيمٍ إِبْرَاهِيمُ بْنُ دِينَارِ بْنِ أَحْمَدَ بْنِ الْحُسَيْنِ بْنِ حَامِدٍ النَّهْرَوَانِيُّ الْحَنْبَلِيُّ ويُعرف اختصارًا بـ أبو حكيم النهرواني أو إبراهيم بن دينار (480 – 10 جمادى الآخرة 556هـ / 1087 – 1161م)، قال عنه الإمام الذهبي: أبو حكيم، أحد أئمة بغداد إمام زاهد ورع خير حليم، إليه المنتهى في علم الفرائض نشأ بباب الأزج مدرسة هي مدرسة ابن دينار، وانقطع بها يتعبد وكان يؤثر الخمول والقنوع، ويقتات من الخياطة، فيأخذ على القميص حبتين فقط، وكان إذا حاول أحد إغضابه لعجز، وكان يخدم الزمنى والعجائز بنفس طيبة، وسماعه صحيح. عاش خمسًا وسبعين سنة، وتوفي في جمادى الآخرة سنة خمسمائة وستة وخمسون.

## أسمه ونسبه
هو أبو حكيم، إبراهيم بن دينار بن أحمد بن الحسين بن حامد بن إبراهيم النهرواني البغدادي الرزاز الحنبلي.

## حياته
ولد في بغداد سنة 480هـ/ 1087م وفيها نشأ وتوفي، كان يقتات من الخياطة، وله اهتمام ظاهر في سماع الحديث وفي الفقه، نزل بباب الأزج وأنشأ له هناك مدرسة لينزل بها ويتعبد ويدرس، كما أنه قد فوضت إليها في آخر عمره المدرسة التي بالمأمونية فدرس بها.

## روايته للحديث النبوي
- سمع أبا الحسن بن العلاف، وأبا القاسم بن بيان.
- وسمع عنه: ابن الجوزي، وابن الأخضر، وأبو نصر عمر بن محمد.
- وقد وثقوه علماء الجرح والتعديل فقال عنه ابن حبان شيخ[16] وقال عنه الرازي ثقة[17] وقال عنه العسقلاني ثقة[18] وقال عنه الذهبي ثقة ثبت[19]

## وفاته
توفي إبن دينار ببغداد سنة 556هـ/ 1161م وهو يبلغ من العمر زهاء 76عام.